# روبرت روس (كاتب)
روبرت روس (بالإنجليزية: Robbie Ross) (و. 1869 – 1918 م) هو كاتب، وصحفي، وناقد أدبي، وتاجر أعمال فنية من كندا، والمملكة المتحدة لبريطانيا العظمى وأيرلندا، ولد في تور، توفي في لندن، عن عمر يناهز 49 عاماً.
.

## التعليم
تعلم في جامعة كامبريدج، وكلية الملك في كامبريدج.